# Pierre Marsan
Pierre Magde Félicien Jean Marsan (ur. 16 sierpnia 1916 w Monako, zm. 14 sierpnia 2008 w Roquebrune-Cap-Martin) – monakijski strzelec, olimpijczyk.
Czterokrotny olimpijczyk (IO 1936, IO 1948, IO 1952, IO 1960). Startował wyłącznie w karabinie małokalibrowym leżąc z 50 m. Najwyższą pozycję osiągnął podczas swojego trzeciego startu – zajął 46. miejsce wśród 58 zawodników.
Uczestnik igrzysk śródziemnomorskich. Wystąpił na nich w 1955 roku, jednak nie zdobył żadnego medalu.

## Wyniki

### Igrzyska olimpijskie
| Igrzyska      | Konkurencja                       | Wynik                        | Miejsce | Źródło |
| ------------- | --------------------------------- | ---------------------------- | ------- | ------ |
| Berlin 1936   | Karabin małokalibrowy leżąc, 50 m | 275 pkt.                     | 65      | [ 3 ]  |
| Londyn 1948   | Karabin małokalibrowy leżąc, 50 m | 580 pkt. (97–96–96–93–99–99) | 52      | [ 4 ]  |
| Helsinki 1952 | Karabin małokalibrowy leżąc, 50 m | 387 pkt. (97–98–97–95)       | 46      | [ 1 ]  |
| Rzym 1960     | Karabin małokalibrowy leżąc, 50 m | 569 pkt. (94–94–94–97–97–93) | 48      | [ 5 ]  |